# Phelps County, Nebraska
Phelps County är ett administrativt område i delstaten Nebraska, USA, med 9 188 invånare. Den administrativa huvudorten (county seat) och största staden är Holdrege.

## Geografi
Enligt United States Census Bureau har countyt en total area på 1 401 km². 1 399 km² av den arean är land och 2 km² är vatten. 

### Angränsande countyn
- Kearney County - öster
- Franklin County - sydost
- Harlan County - syd
- Furnas County - sydväst
- Gosper County - väster
- Dawson County - nordväst
- Buffalo County - nordost

## Orter och townships

### Stad (City)
- Holdrege (huvudort)

### Bykommuner (Villages)
- Atlanta
- Bertrand
- Funk
- Loomis

### Mindre orter utan kommunstatus
- Clyde
- Sacramento
- Westmark

### Townships (landskommuner)
- Anderson
- Center
- Cottonwood
- Divide
- Garfield
- Industry-Rock Falls
- Laird
- Lake
- Prairie
- Sheridan
- Union
- Westmark
- Westside
- Williamsburg